# Bruno Giacometti
Bruno Giacometti (* 24. August 1907 in Borgonovo bei Stampa, heute zu Bregaglia; † 21. März 2012 in Zollikon) war ein Schweizer Architekt. Er war unter anderem massgeblich am Bau des Hallenstadions in Zürich beteiligt und war der Architekt des Stadthauses von Uster.

## Werdegang

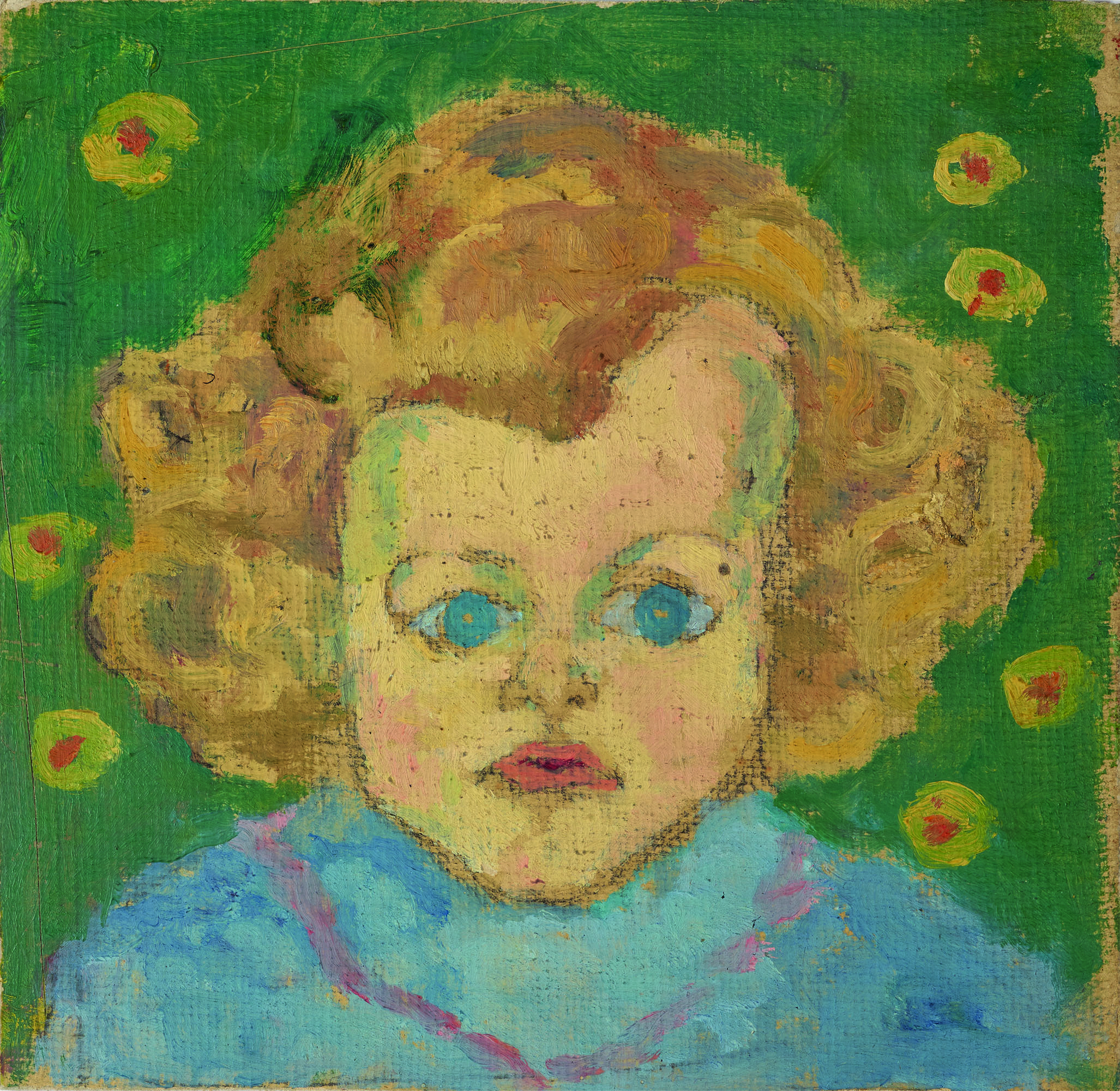
Giovanni Giacometti: Porträt Bruno, um 1910

Bruno Giacometti wuchs in Stampa im südbündnerischen Bergell als jüngstes von vier Kindern des Malers Giovanni Giacometti  und seiner Frau Annetta Stampa (1871–1964) auf. Sein Taufpate war der Schweizer Maler Ferdinand Hodler. Der älteste Bruder Alberto Giacometti gelangte mit seinen Skulpturen, Zeichnungen und seiner Malerei zu Weltruhm.
Von 1926 bis 1930 studierte er Architektur an der ETH Zürich, danach arbeitet er bis 1939 im Architekturbüro von Karl Egender. Ab 1940 hatte er ein eigenes Büro in Zürich.
Bruno Giacometti beteiligte sich zwischen 1955 und 1965 am Kunsthaus Zürich an der Gestaltung mehrerer Ausstellungen und an der Gründung der im Kunsthaus beheimateten Alberto Giacometti Stiftung. Seinem Bruder Alberto widmete das Kunsthaus eigene Räume aufgrund einer Schenkung Bruno Giacomettis, der mit seiner Frau Odette zwei grosse Werkgruppen mit Skulpturen, Ölbilder und Zeichnungen seines Bruders der Alberto-Giacometti-Stiftung schenkte. Eine weitere Schenkung enthielt 75 Originalgipse und 15 Bronzeplastiken.

## Wichtigste Bauten

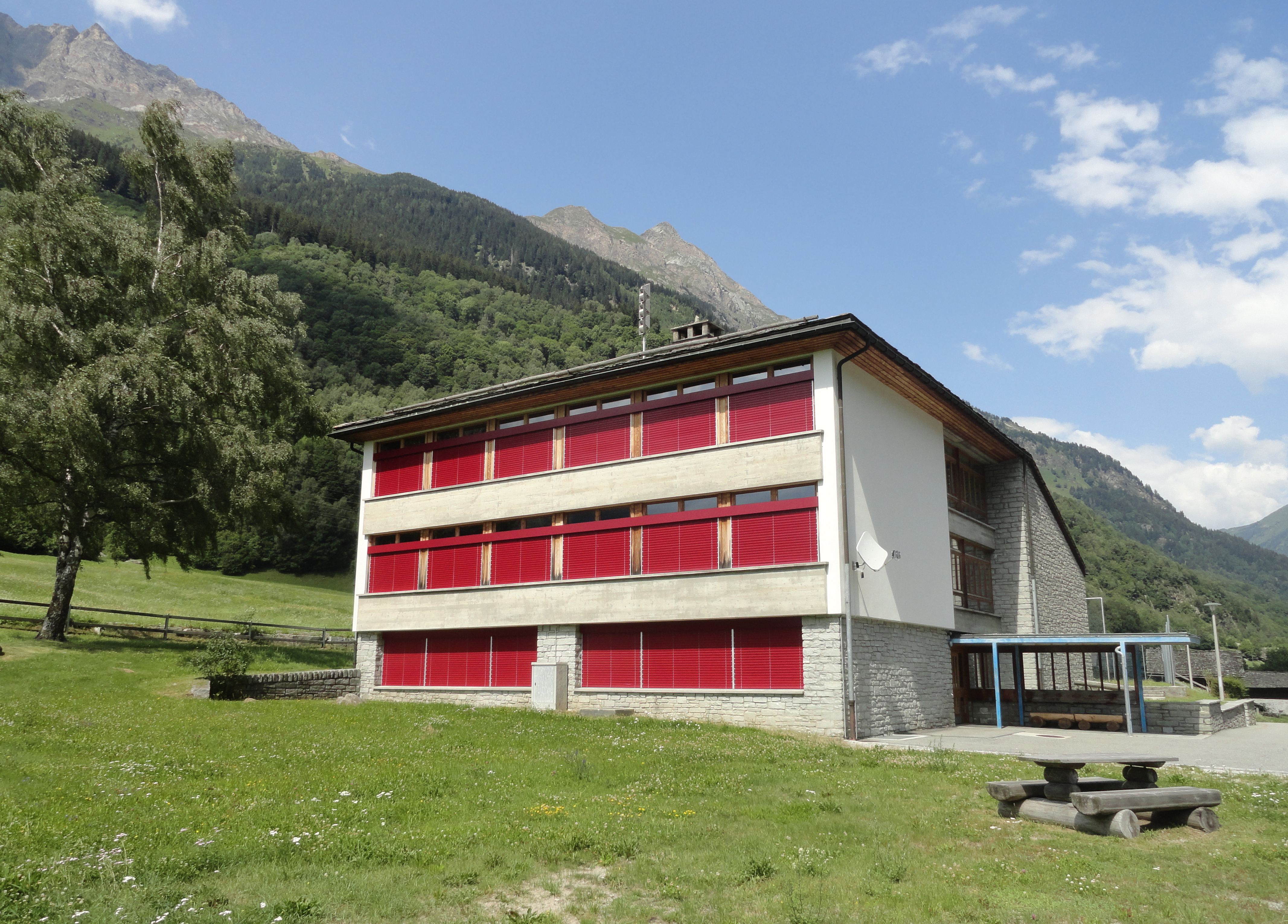
Schulhaus, Stampa

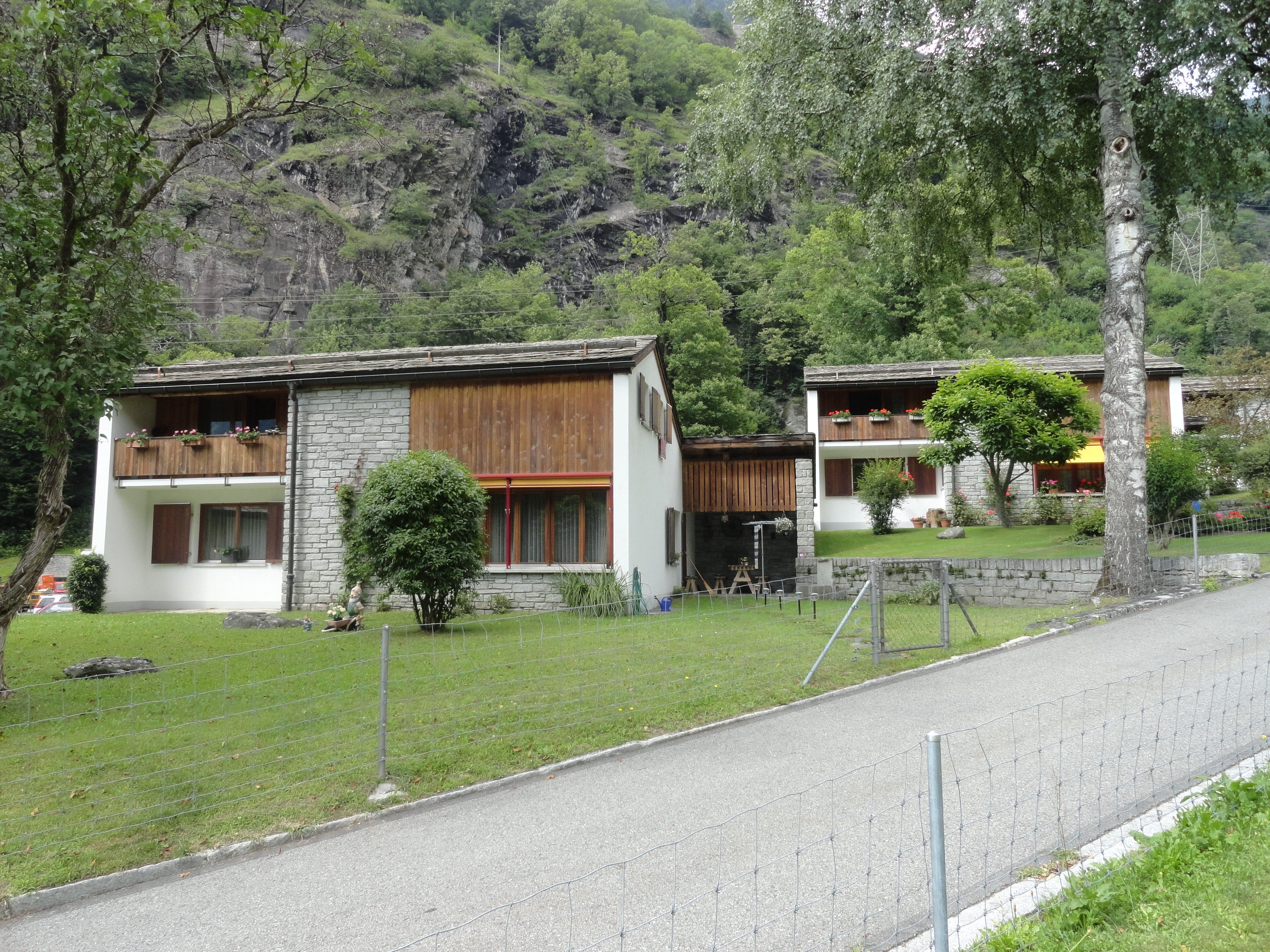
Angestelltensiedlung der Bergeller Kraftwerke bei Castasegna

Zu den wichtigsten Bauten, die er ab 1940 vorwiegend in den Kantonen Zürich und Graubünden realisierte, zählen etliche Einfamilienhäuser, Wohnsiedlungen, Schul- und Gemeindehäuser, Postgebäude, Spitäler und Ausstellungsbauten.
Eine Auswahl der bedeutendsten Werke:
als Mitarbeiter im Büro Egender:
- 1938–1939: Hallenstadion, Zürich
- 1939: Abteilung Textil, Schweizerische Landesausstellung Zürich

eigene Arbeiten:
- 1951–1952: Schweizer Pavillon der Biennale Venedig
- 1958–1959: Zollgebäude, Castasegna (umgenutzt von Armando Ruinelli)
- 1967–1971: erste ökumenische Kirche der Schweiz auf dem Areal der Epi-Klinik Zürich[2]
- Wohnsiedlungen im Bergell für das Personal der Bergeller Kraftwerke (Stadt Zürich) in Castasegna (Siedlung Brentan) sowie in Vicosoprano, Schulhaus Stampa, Postgebäude Maloja.
- Zürich: Hygiene-Institut (Präventivmedizin), Erweiterungsbau für das Kunsthaus Zürich.
- Stadthaus Uster
- Bezirksspital Dielsdorf
- Bündner Naturmuseum in Chur

1945 baute er in Uster an der Bahnstrasse 33 ein Arzthaus mit Praxis- und Wohnräumlichkeiten. Das Gebäude besticht durch seine T-förmige Grundrissanordnung, die eine Vorbildfunktion für das Stadthaus von Uster hatte. Die mit grosszügigen Aussenräumen versehene Anlage des Stadthauses von Uster wurde in das Inventar der schützenswerten Bauten von Uster aufgenommen.
Der internationale Durchbruch gelang Bruno Giacometti mit seinem siegreichen Wettbewerbsprojekt für den Bau des Schweizer Pavillons für die Biennale in Venedig 1951/52. Die ganzheitliche Erfassung einer Bauaufgabe bedeutete für Giacometti, dass die Formfindung an die Funktion gebunden sein musste, die ein Bauwerk zu erfüllen hatte.

## Bauten Giacomettis

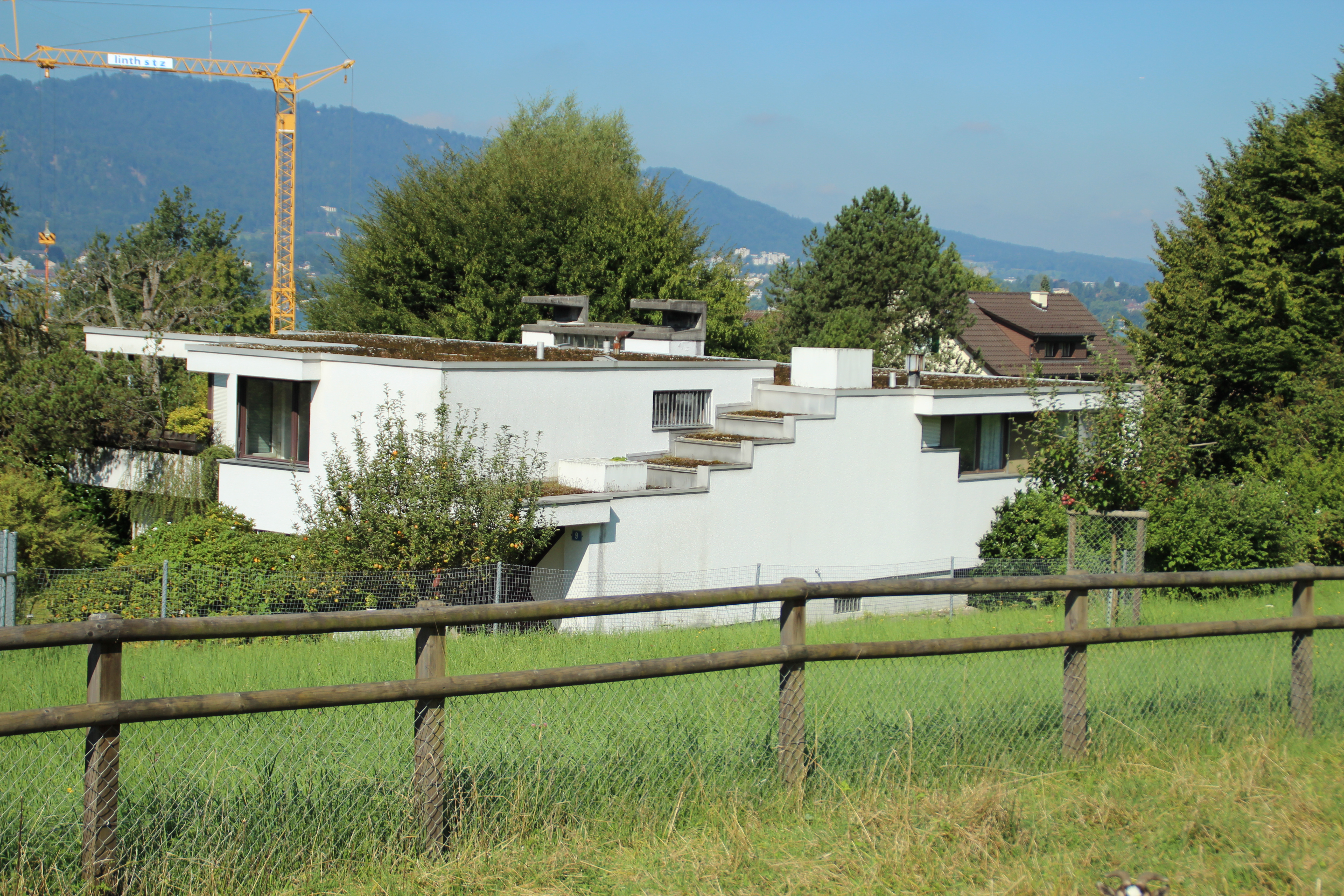
Giacomettis Wohnhaus, Zollikon
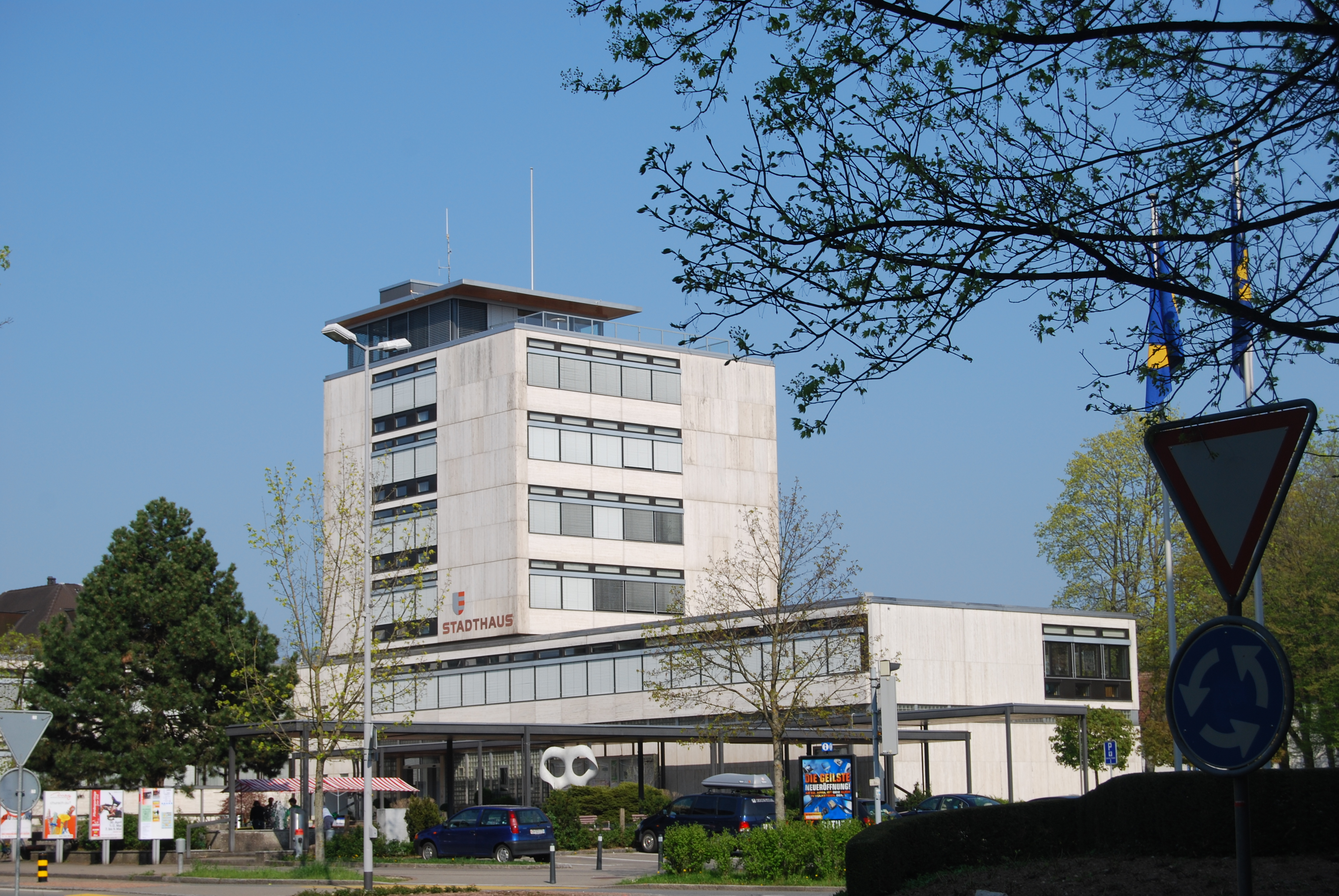
Stadthaus, Uster
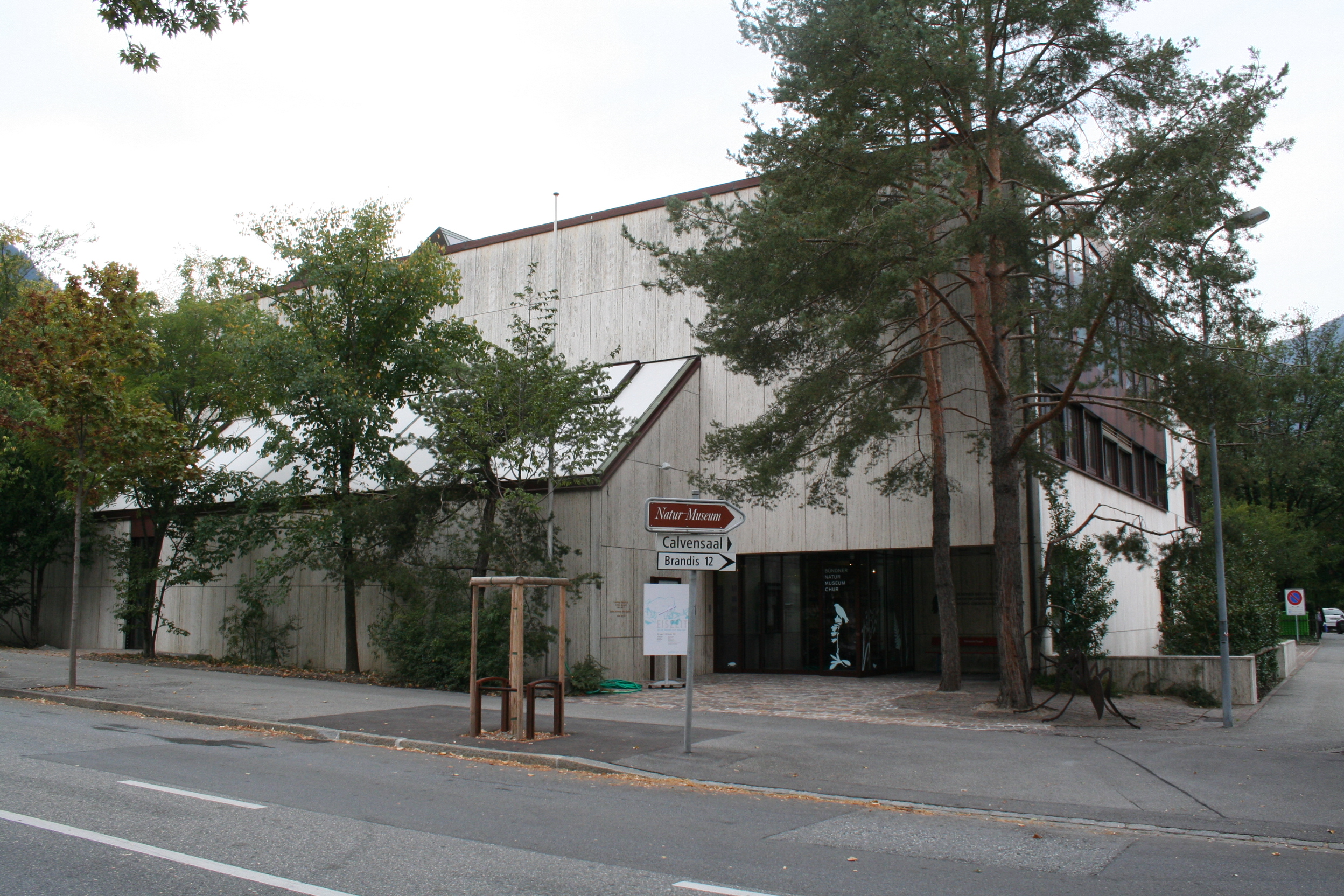
Bündner Naturmuseum, Chur
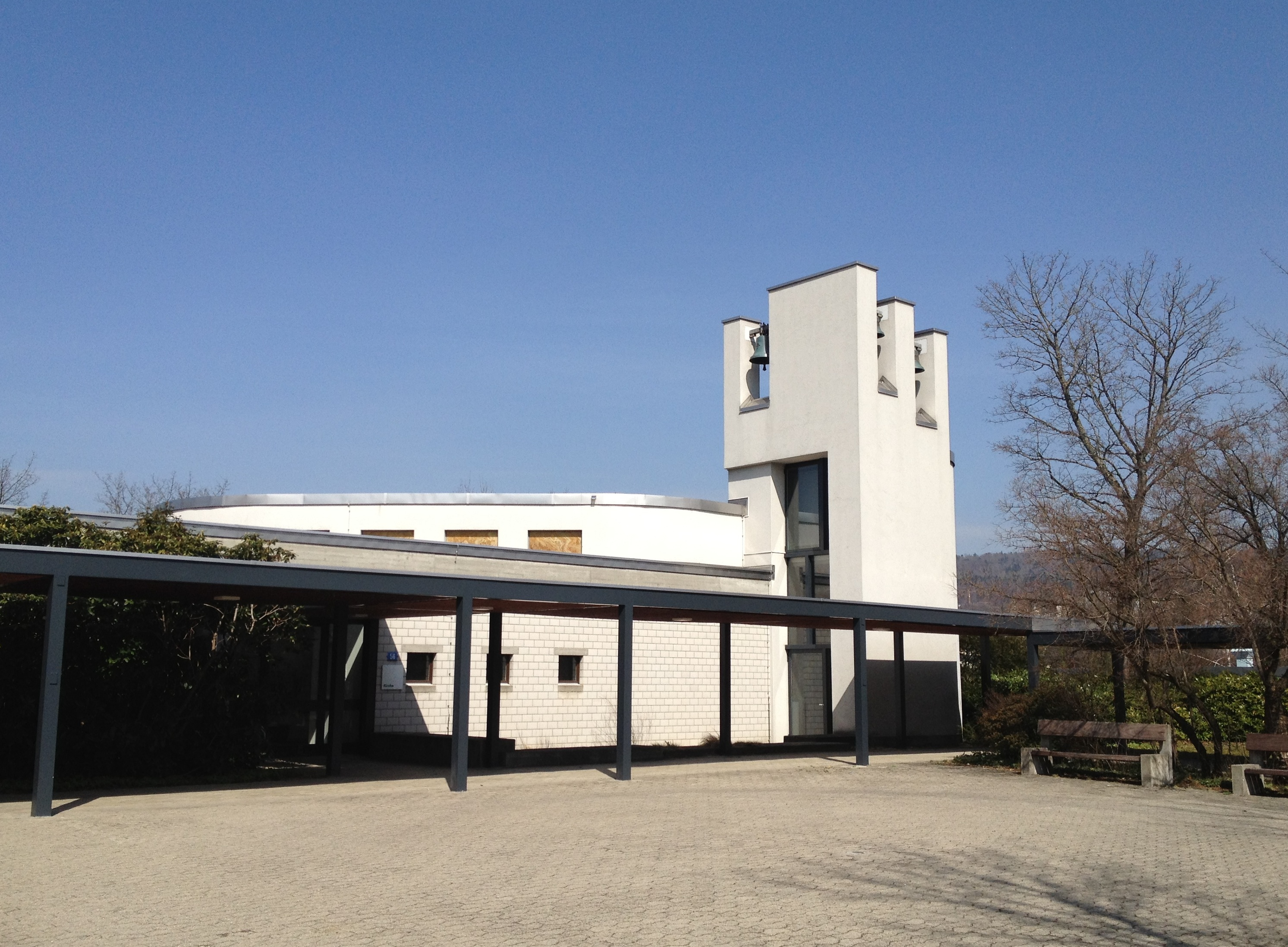
Kirche der Epi-Klinik, Zürich
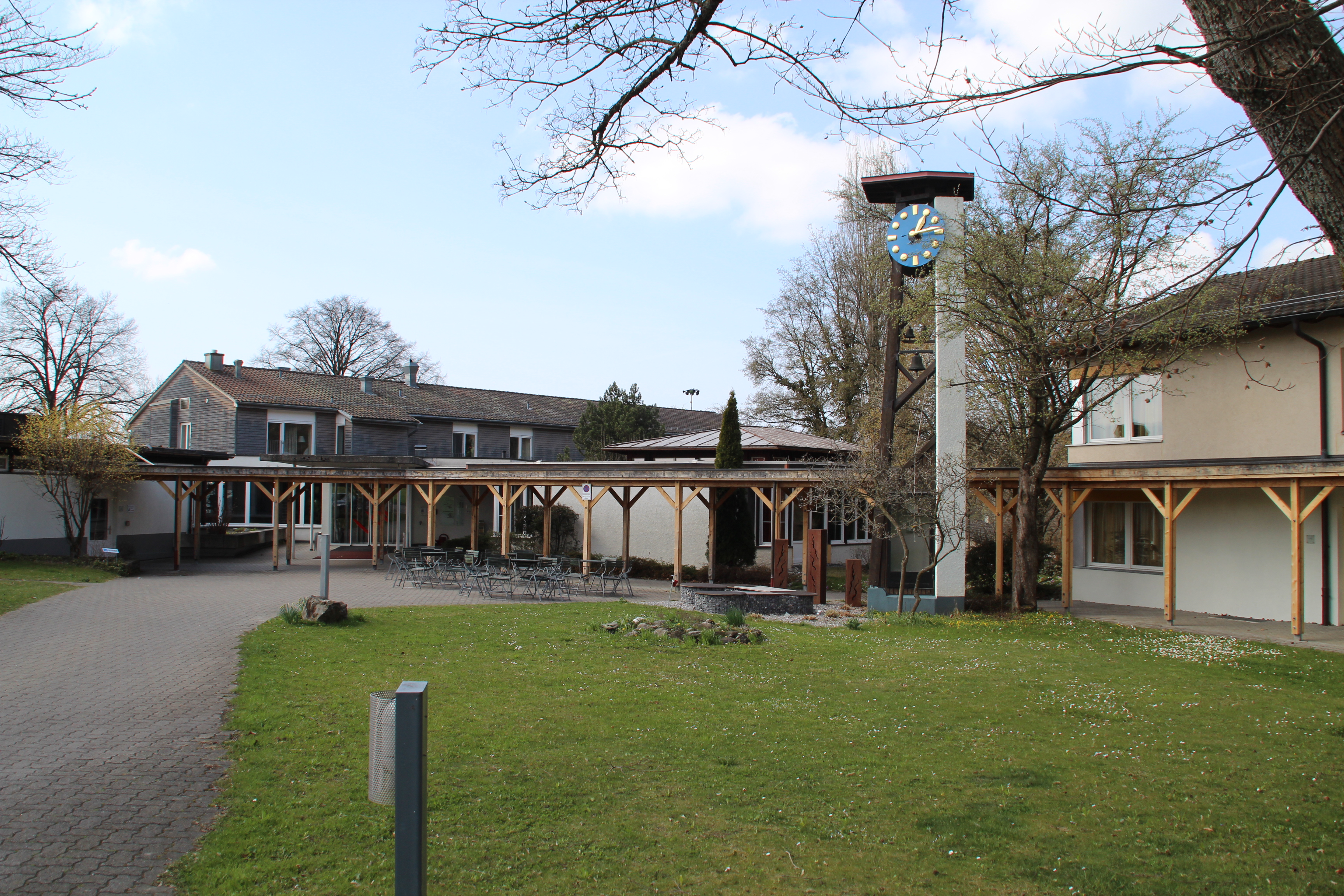
Zentrum Boldern, Männedorf
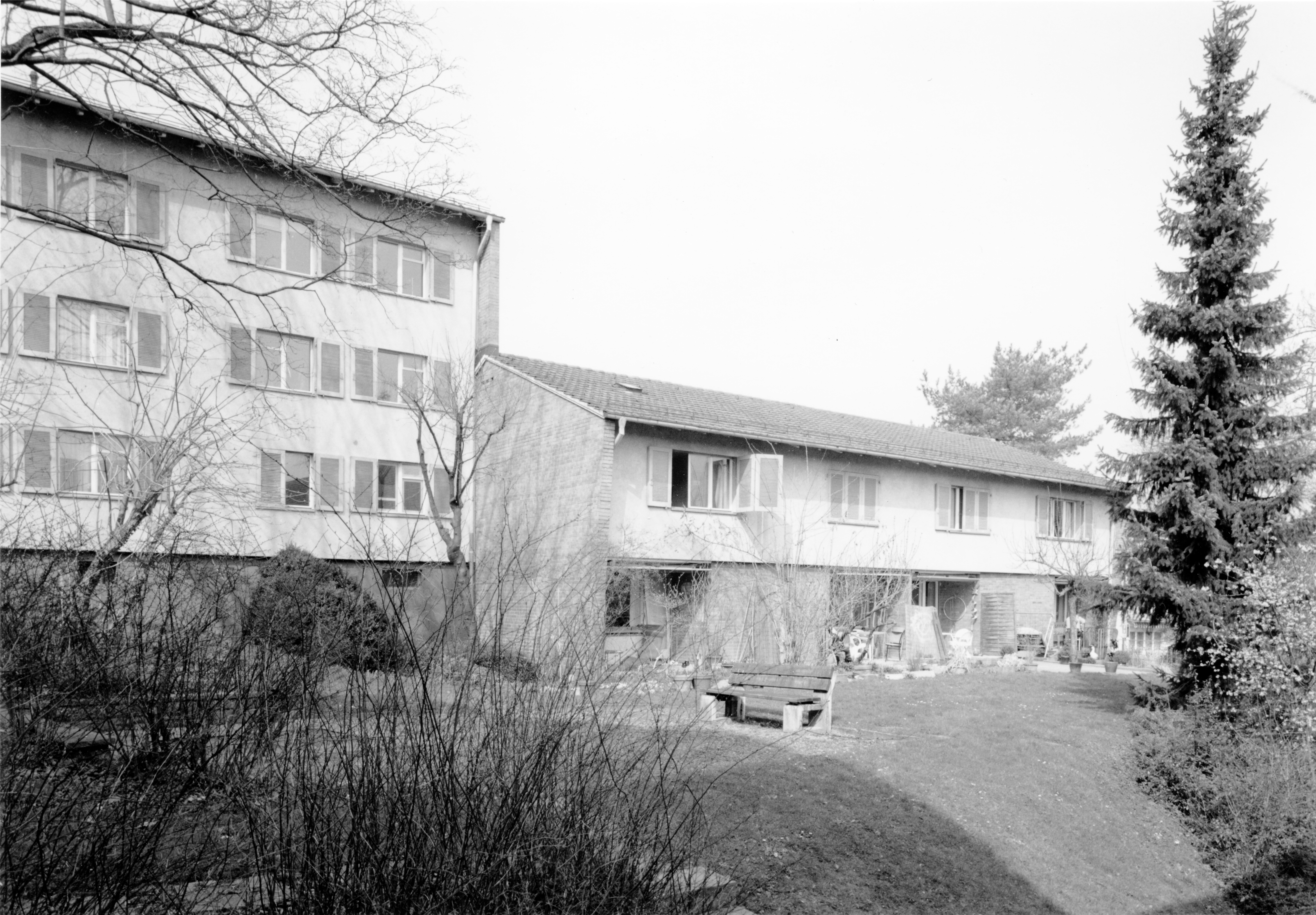
Wohnsiedlung Manegg

## Ehrungen und Preise
- 1993: Goldene Ehrenmedaille des Kantons Zürich
- 2006: Heinrich-Wölfflin-Medaille der Stadt Zürich, an Bruno und seine Frau Odette Giacometti
- Bündner Naturmuseum, Eintrag in die Liste der Kulturgüter in Chur